# Geoffroy di Perche
Goffredo di Perche (... – 1040) fu conte di Perche.

## Biografia
Goffredo (morto nel 1040), visconte di Châteaudun e conte di Perche (come Goffredo I), figlio di Fulcois, conte di Mortagne, e Melisenda, viscontessa di Châteaudun (figlia del visconte Goffredo I di Châteaudun). Alcune fonti dicono che divenne visconte di Châteaudun dopo la nomina di suo zio Ugo II come arcivescovo di Tours. A quel punto, era probabilmente sotto la reggenza di sua madre.
Ruppe con i suoi parenti nella nobiltà di Blois e iniziò le ostilità contro Fulberto, vescovo di Chartres. Un tentativo infruttuoso di ottenere l'aiuto di Teobaldo III, conte di Blois, e Roberto il Pio portò alla sua scomunica nel 1029. Alla fine riuscì a riconquistare la grazia della chiesa costruendo la chiesa del Santo Sepolcro di Châteaudun.
Nel 1040, mentre si trovava a Chartres, scoppiò una rivolta contro la sua presenza e fu assassinato.

## Discendenza
Goffredo sposò Elisabetta o Helvise di Corbon (in francese: Héloïse de Corbon), figlia di Rainard, Signore di Pithiviers, e di sua moglie Helvise. Goffredo ed Helvise ebbero tre figli:
- Geoffroy († tra il 1015 e il 1028)
- Ugo III, visconte di Châteaudun, I conte di Perche (Ugo III † 1044, visconte di Châteaudun e conte di Perche come Ugo I, figlio di Goffredo II, visconte di Châteaudun, I conte di Perche e di Helvise de Corbon, figlia di Rainard, signore di Pithiviers. Praticamente nulla si sa della sua vita se non alcuni riferimenti di donazioni all'Abbazia di Saint-Denis de Nogent. Hugues sposò Adela, proveniente da una famiglia sconosciuta, e non ebbe figli.).
- Rotrou II, conte di Perche, I visconte di Châteaudun.

Goffredo venne succeduto come visconte di Châteaudun e conte di Perche da suo figlio Ugo, gli succedette il fratello Rotrou.